# Ağdaş (rajón)
Ağdaş je rajón v centru Ázerbájdžánu. Skládá se ze stejnojmenného okresního města, z osady Leki a dalších 72 vesnic. 
Územím Ağdaşu protékají řeky Turyan a Kura, vede tudy též Horní Shirvanský kanál. Podél břehu řeky Kura se nacházejí lesy typu tugay, na severu pak leží Státní rezervace Turyanchay. Většina regionu geomorfologicky spadá do pohoří Bozdag o výšce asi 700 m n. m.